# Mitsubishi 4M4-motor
Mitsubishi 4M4 er en serie af firecylindrede dieselmotorer fra Mitsubishi Motors, som første gang blev introduceret i offroaderen Pajero. Serien supplerede den tidligere 4D5-serie, men afløste den dog ikke.

## 4M40
- Motortype: 4-cyl. SOHC række
- Slagvolume: 2.835 cm³
- Boring: 95 mm
- Slaglængde: 100 mm
- Brændstoftype: Diesel

### Turbo med intercooler

#### 92 kW
- Kompressionsforhold: 21:1
- Effekt: 92 kW (125 hk) ved 4.000 omdr./min.
- Moment: 294 Nm ved 2.000 omdr./min.

#### 103 kW
- Brændstofsystem: Elektronisk kontrolleret fordelerindsprøjtningspumpe
- Kompressionsforhold: 21:1
- Effekt: 103 kW (140 hk) ved 4.000 omdr./min.
- Moment: 314 Nm ved 2.000 omdr./min.

### Sugemotor
- Brændstofsystem: Fordelerindsprøjtningspumpe
- Kompressionsforhold: 21:1
- Effekt: 59 kW (80 hk) ved 4.000 omdr./min.
- Moment: 250 Nm ved 2.000 omdr./min.

## 4M41
- Motortype: 4-cyl. DOHC række
- Salgvolume: 3.200 cm³
- Boring: 98,5 mm
- Slaglængde: 105 mm
- Brændstoftype: Diesel

### Turbo med intercooler
- Brændstofsystem: Elektronisk kontrolleret fordelerindsprøjtningspumpe eller commonrail
- Kompressionsforhold: 17:1
- Effekt: 121 kW (165 hk) ved 4.000 omdr./min.
- Moment: 351 Nm ved 2.000−3.000 omdr./min.

Applikationer:
- Mitsubishi Pajero 1999−2007
- Mitsubishi Pajero Sport 2008−2011
- Mitsubishi L200 2005−2011

### Første generation variabel turbo med intercooler
- Brændstofsystem: Commonrail
- Kompressionsforhold: 16−17:1
- Effekt: 129 kW (175 hk) ved 3.800 omdr./min.
- Moment: 382 Nm ved 2.000 omdr./min.

Applikationer:
- Mitsubishi Pajero 2006−2009

### Anden generation variabel turbo med intercooler
- Brændstofsystem: Commonrail
- Kompressionsforhold: 16−17:1
- Effekt: 147 kW (200 hk) ved 3.800 omdr./min.
- Moment: 450 Nm ved 2.000 omdr./min.

Applikationer:
- Mitsubishi Pajero 2010−